# Höjdhopp

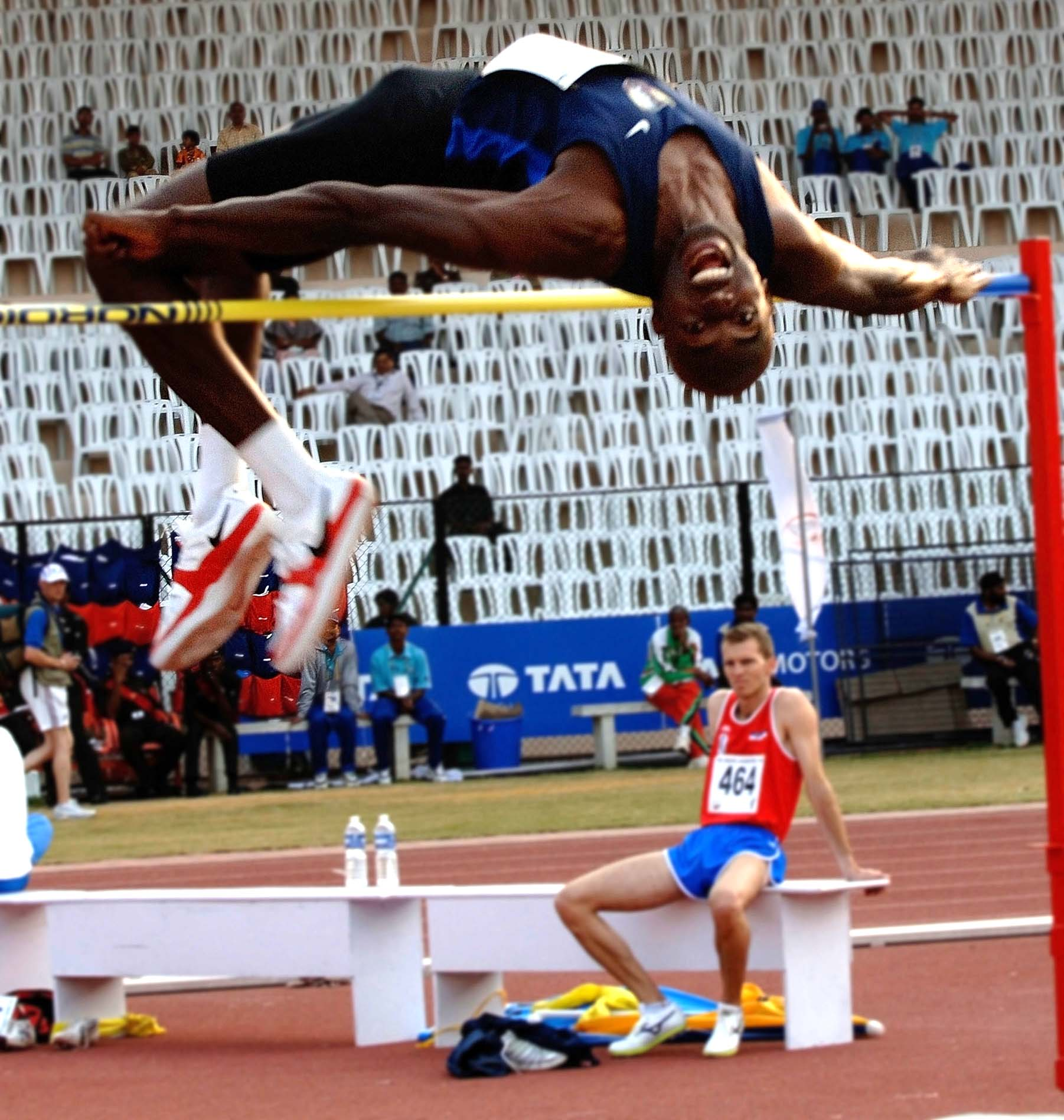
Höjdhopp under multisportevenemanget Military World Games från 2007.

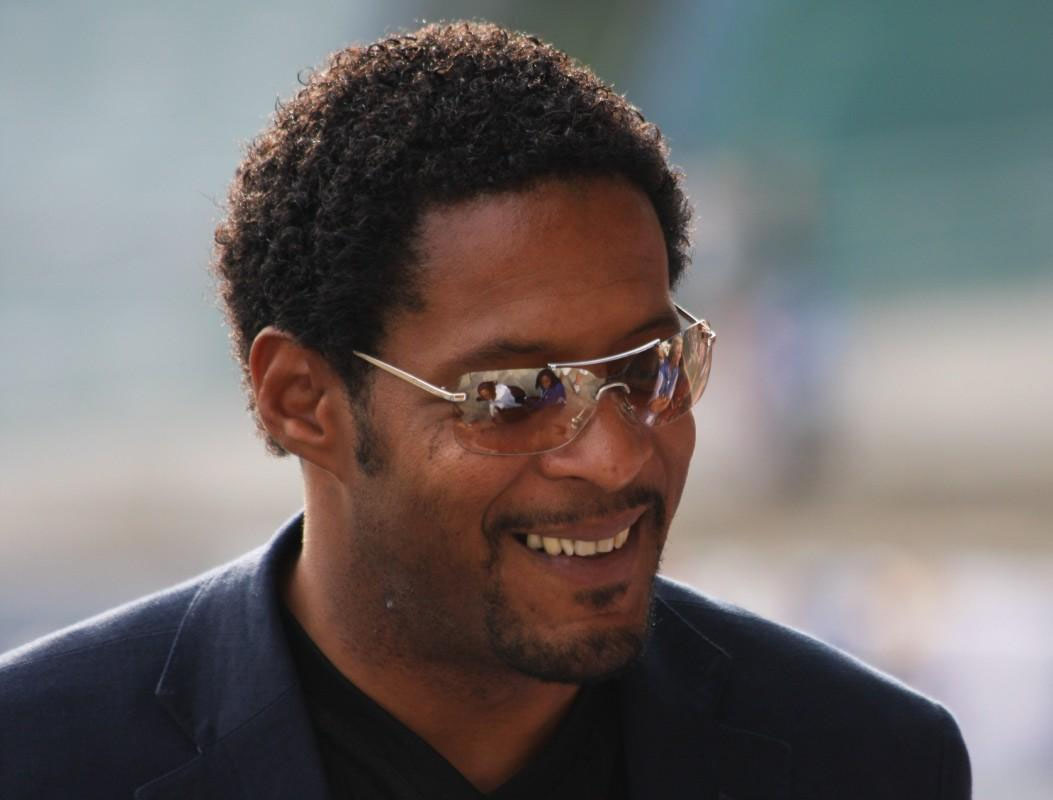
Världsrekordsinnehavaren Javier Sotomayor, 2009.

Höjdhopp är en gren inom friidrotten där de tävlande skall hoppa över en ribba som är placerad mellan två stolpar utan att riva den. Efter hoppet landar hopparen på en mjuk madrass. 
Hoppet ska starta från ett ben efter en löpsträcka vars längd får väljas själv.
Världsrekordet i höjdhopp utomhus innehas för herrar av kubanen Javier Sotomayor (2,45 meter) och för damer (tillika europeiskt rekord) av Jaroslava Mahutjich från Ukraina (2,10 meter). Världsrekordet inomhus innehas för damer av Kajsa Bergqvist (2,08 meter) och för herrar av Javier Sotomayor (2,43 meter).
Höjdhopp brukar finnas med i de flesta stora friidrottstävlingar, och finns också med i bland annat mångkamp.
Det finns tre huvudsakliga tekniker: dyka, saxa eller floppa, varav endast den sistnämnda numera används i tävlingssammanhang.
Dykningen går ut på att man hoppar framåt, med magen mot ribban, i floppen hoppar man med ryggen mot ribban medan saxningen går ut på att man håller sig upprätt genom hela hoppet.

## Tävling
Inför en tävling gör arrangören ett höjningsschema som talar om vilka höjder som ingår i tävlingen. Varje deltagare väljer själv på vilka höjder man vill hoppa. Man blir utslagen efter att ha gjort tre misslyckade försök i följd. Detta innebär i allmänhet att hopparen har tre försök på varje höjd. Om en tävlande väljer att avstå ytterligare försök på en höjd, efter att ha misslyckat med det första (eller de två första), innebär regeln således att man på nästa höjd endast kan göra högst två (respektive ett) försök. Taktiken att gå vidare till en högre höjd, utan att ha klarat den föregående, kallas på svenska för att spara hopp.
Tävlingen vinns av den som har klarat högst höjd. Om två eller flera tävlande har samma resultat när tävlingen är slut, skiljs dessa åt enligt följande:
1. Man jämför i vilka försök hopparna tog den sist klarade höjden. Den som tog höjden i tidigast försök vinner. Därefter:
2. Man jämför hur många rivningar hopparna hade på vägen till sluthöjden. Den med minst antal rivningar vinner. Om även detta är lika, delar hopparna placeringen, såvida det inte gäller segern. I så fall kan det bli skiljehoppning, nuförtiden (2012) kan arrangörerna välja om de vill ha skiljehoppning.
3. Vid skiljehoppning får hopparna först ett försök var på höjd över den senast klarade (således i princip ett fjärde försök). Beroende på om hopparna klarar eller river, flyttas ribban upp eller ned till närmaste höjd. Så fortsätter man hopp för hopp tills hopparna kan skiljas åt.

## Rekordutveckling

### Herrar

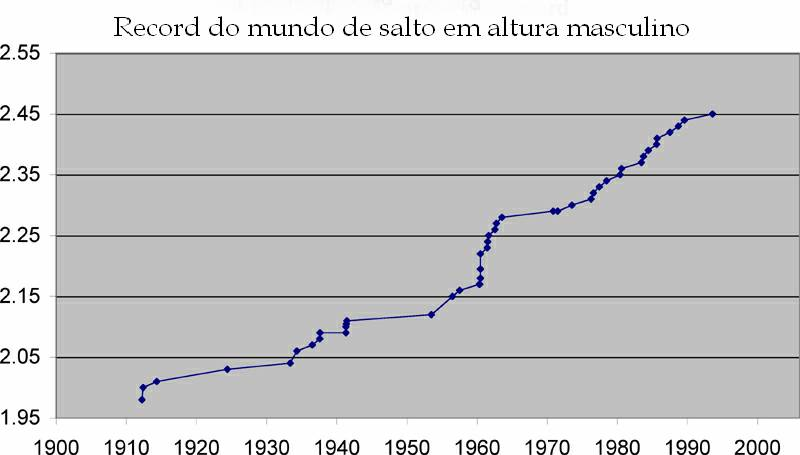
Rekordutvecklingen höjdhopp, herrar

Världsrekord, herrar
| Höjd, m | Namn och nationalitet               | Datum             | Plats              |
| 1,98    | George Horine, USA                  | 29 mars 1912      | Palo Alto          |
| 2,00    | George Horine, USA                  | 28 maj 1912       | Palo Alto          |
| 2,01    | Ed Beeson, USA                      | 2 maj 1914        | Berkeley           |
| 2,03    | Harold Osborn, USA                  | 27 maj 1924       | Urbana             |
| 2,04    | Walter Marty, USA                   | 13 maj 1933       | Fresno             |
| 2,06    | Walter Marty, USA                   | 28 april 1934     | Palo Alto          |
| 2,07    | Cornelius Johnson, USA              | 12 juli 1936      | New York           |
| 2,07    | David Albritton, USA                | 12 juli 1936      | New York           |
| 2,08    | Melvin Walker, USA                  | 6 augusti 1937    | Stockholm          |
| 2,09    | Melvin Walker, USA                  | 12 augusti 1937   | Malmö              |
| 2,09    | Bill Steward, USA                   | 26 april 1941     |                    |
| 2,10    | Lester Steers, USA                  | 26 april 1941     | Seattle            |
| 2,105   | Lester Steers, USA                  | 24 maj 1941       | Los Angeles        |
| 2,11    | Lester Steers, USA                  | 17 juni 1941      | Los Angeles        |
| 2,12    | Walter Davis, USA                   | 27 juni 1953      | Dayton             |
| 2,15    | Charles Dumas, USA                  | 29 juni 1956      | Los Angeles        |
| 2,16    | Jurij Stepanov, Sovjetunionen       | 13 juli 1957      | Leningrad          |
| 2,17    | John Thomas, USA                    | 30 april 1960     | Philadelphia       |
| 2,17    | John Thomas, USA                    | 21 maj 1960       | Cambridge          |
| 2,18    | John Thomas, USA                    | 24 juni 1960      | Bakersfield        |
| 2,195   | John Thomas, USA                    | 1 juli 1960       | Stanford           |
| 2,22    | John Thomas, USA                    | 1 juli 1960       | Palo Alto          |
| 2,23    | Valerij Brumel, Sovjetunionen       | 18 juni 1961      | Moskva             |
| 2,24    | Valerij Brumel, Sovjetunionen       | 16 juli 1961      | Moskva             |
| 2,25    | Valerij Brumel, Sovjetunionen       | 31 augusti 1961   | Moskva             |
| 2,26    | Valerij Brumel, Sovjetunionen       | 22 juli 1962      | Palo Alto          |
| 2,27    | Valerij Brumel, Sovjetunionen       | 29 september 1962 | Moskva             |
| 2,28    | Valerij Brumel, Sovjetunionen       | 21 juli 1963      | Moskva             |
| 2,29    | Ni Zhiqin, Kina                     | 8 november 1970   | Shanghai           |
| 2,29    | Pat Matzdorf, USA                   | 3 juli 1971       | Berkeley           |
| 2,30    | Dwight Stones, USA                  | 11 juli 1973      | München            |
| 2,31    | Dwight Stones, USA                  | 5 juni 1976       | Philadelphia       |
| 2,32    | Dwight Stones, USA                  | 4 augusti 1976    | Philadelphia       |
| 2,33    | Vladimir Jashtshenko, Sovjetunionen | 2 juni 1977       | Richmond, Virginia |
| 2,34    | Vladimir Jashtshenko, Sovjetunionen | 16 juni 1978      | Tbilisi            |
| 2,35    | Jacek Wszoła, Polen                 | 25 maj 1980       | Eberstadt          |
| 2,35    | Dietmar Mögenburg, Västtyskland     | 26 maj 1980       | Rehlingen          |
| 2,36    | Gerd Wessig, DDR                    | 1 augusti 1980    | Moskva             |
| 2,37    | Jianhua Zhu, Kina                   | 11 juni 1983      | Peking             |
| 2,38    | Jianhua Zhu, Kina                   | 22 september 1983 | Shanghai           |
| 2,39    | Jianhua Zhu, Kina                   | 10 juni 1984      | Eberstadt          |
| 2,40    | Rudolf Povarnitsyn, Sovjetunionen   | 11 augusti 1985   | Donetsk            |
| 2,41    | Igor Paklin, Sovjetunionen          | 4 september 1985  | Kobe               |
| 2,42    | Patrik Sjöberg, Sverige             | 30 juni 1987      | Stockholm          |
| 2,43    | Javier Sotomayor, Kuba              | 8 september 1988  | Salamanca          |
| 2,44    | Javier Sotomayor, Kuba              | 29 juli 1989      | San Juan           |
| 2,45    | Javier Sotomayor, Kuba              | 27 juli 1993      | Salamanca          |

Första världsrekordet i höjdhopp för herrar (friidrottare) registrerades av International Association of Athletics Federation 1912.
Bästa höjdhoppen genom tiderna, utomhus, herrar
(uppdaterad 20 oktober 2014)
| Höjd, m | Namn och nationalitet             | Datum             | Plats                 |
| 2,45    | Javier Sotomayor, Kuba            | 27 juli 1993      | Salamanca             |
| 2,44    | Javier Sotomayor                  | 29 juli 1989      | San Juan              |
| 2,43    | Javier Sotomayor                  | 8 september 1988  | Salamanca             |
| 2,43    | Mutaz Essa Barshim, Qatar         | 5 september 2014  | Bryssel               |
| 2,42    | Patrik Sjöberg, Sverige           | 30 juni 1987      | Stockholm             |
| 2,42    | Javier Sotomayor                  | 5 juni 1994       | Sevilla               |
| 2,42    | Bohdan Bondarenko, Ukraina        | 14 juni 2014      | New York (1:a i tävl) |
| 2,42    | Mutaz Essa Barshim, Qatar         | 14 juni 2014      | New York (2:a i tävl) |
| 2,41    | Igor Paklin, Sovjetunionen        | 4 september 1985  | Kobe                  |
| 2,41    | Javier Sotomayor                  | 25 juni 1994      | Havanna               |
| 2,41    | Javier Sotomayor                  | 15 juli 1994      | London                |
| 2,41    | Bohdan Bondarenko                 | 4 juli 2013       | Lausanne              |
| 2,41    | Bohdan Bondarenko                 | 15 augusti 2013   | Moskva                |
| 2,41    | Ivan Uchov, Ryssland              | 9 september 2014  | Ad-Dawhah             |
| 2,41    | Mutaz Essa Barshim, Qatar         | 5 juni 2014       | Rom                   |
| 2,41    | Mutaz Essa Barshim, Qatar         | 22 augusti 2014   | Eberstadt             |
| 2,41    | Mutaz Essa Barshim, Qatar         | 30 maj 2015       | Eugene                |
| 2,40    | Rudolf Povarnitsyn, Sovjetunionen | 11 augusti 1985   | Donetsk               |
| 2,40    | Javier Sotomayor                  | 12 mars 1989      | Havanna               |
| 2,40    | Patrik Sjöberg                    | 5 augusti 1989    | Bryssel               |
| 2,40    | Javier Sotomayor                  | 13 augusti 1989   | Bogotá                |
| 2,40    | Sorin Matei, Rumänien             | 20 juni 1990      | Bratislava            |
| 2,40    | Javier Sotomayor                  | 19 juli 1991      | Saint-Denis           |
| 2,40    | Charles Austin, USA               | 7 augusti 1991    | Zürich                |
| 2,40    | Javier Sotomayor                  | 22 maj 1993       | Havanna               |
| 2,40    | Javier Sotomayor                  | 23 juli 1993      | London                |
| 2,40    | Javier Sotomayor                  | 22 augusti 1993   | Stuttgart             |
| 2,40    | Javier Sotomayor                  | 10 juli 1994      | Eberstadt             |
| 2,40    | Javier Sotomayor                  | 18 juli 1994      | Nice                  |
| 2,40    | Javier Sotomayor                  | 29 juli 1994      | Sankt Petersburg      |
| 2,40    | Javier Sotomayor                  | 11 september 1994 | London                |
| 2,40    | Javier Sotomayor                  | 25 mars 1995      | Mar del Plata         |
| 2,40    | Vjatjeslav Voronin, Ryssland      | 5 augusti 2000    | London                |
| 2,40    | Mutaz Essa Barshim, Qatar         | 1 juni 2013       | Eugene                |
| 2,40    | Derek Drouin, Kanada              | 25 april 2014     | Des Moines            |
| 2,40    | Bohdan Bondarenko                 | 11 maj 2014       | Tokyo                 |
| 2,40    | Bohdan Bondarenko                 | 3 juli 2014       | Lausanne (1:a i tävl) |
| 2,40    | Andrey Protsenko                  | 3 juli 2014       | Lausanne (2:a i tävl) |
| 2,40    | Bohdan Bondarenko                 | 18 juni 2014      | Monaco                |
| 2,40    | Bohdan Bondarenko                 | 5 september 2014  | Bryssel               |

Källa: Track & Field all-time Performances Homepage (http://www.alltime-athletics.com/index.html)
Bästa höjdhoppen genom tiderna, inomhus, herrar (uppdaterad 2 mars 2009)
| Höjd, m | Namn och nationalitet          | Datum            | Plats                 |
| 2,43    | Javier Sotomayor, Kuba         | 4 mars 1989      | Budapest              |
| 2,42    | Carlo Thränhardt, Västtyskland | 26 februari 1988 | Berlin                |
| 2,42    | Ivan Uchov, Ryssland           | 25 februari 2014 | Prag                  |
| 2,41    | Patrik Sjöberg, Sverige        | 1 februari 1987  | Piræus                |
| 2,41    | Javier Sotomayor               | 14 mars 1993     | Toronto               |
| 2,41    | Ivan Uchov                     | 16 januari 2014  | Tjeljabinsk           |
| 2,41    | Mutaz Essa Barshim, Qatar      | 18 februari 2015 | Athlone               |
| 2,40    | Carlo Thränhardt               | 16 januari 1987  | Simmerath             |
| 2,40    | Patrik Sjöberg                 | 27 februari 1987 | Berlin                |
| 2,40    | Hollis Conway, USA             | 10 mars 1991     | Sevilla               |
| 2,40    | Javier Sotomayor               | 4 februari 1994  | Wuppertal             |
| 2,40    | Javier Sotomayor               | 26 februari 1994 | Birmingham            |
| 2,40    | Stefan Holm, Sverige           | 6 mars 2005      | Madrid                |
| 2,40    | Ivan Uchov, Ryssland           | 25 februari 2009 | Aten                  |
| 2,40    | Ivan Uchov, Ryssland           | 8 februari 2014  | Arnstadt (1:a i tävl) |
| 2,40    | Aleksej Dmitrik, Ryssland      | 8 februari 2014  | Arnstadt (2:a i tävl) |
| 2,40    | Mutaz Essa Barshim, Qatar      | 4 februari 2015  | Banská Bystrica       |

Källa: Track & Field all-time Performances Homepage (http://www.alltime-athletics.com/index.html)

### Damer
| Världsrekord, damer (fr.o.m. 2 meter) |                     |      |
| Höjd (m)                              | Person              | År   |
| 2,10                                  | Jaroslava Mahutjich | 2024 |
| 2,09                                  | Stefka Kostadinova  | 1987 |
| 2,08                                  | Stefka Kostadinova  | 1986 |
| 2,07                                  | Ljudmila Andonova   | 1984 |
| 2,05                                  | Tamara Bykova       | 1984 |
| 2,04                                  | Tamara Bykova       | 1984 |
| 2,03                                  | Ulrike Meyfarth     | 1983 |
| 2,02                                  | Ulrike Meyfarth     | 1982 |
| 2,01                                  | Sara Simeoni        | 1978 |
| 2,00                                  | Rosemarie Ackermann | 1977 |

Bästa höjdhoppen genom tiderna, utomhus, damer
(uppdaterad 2 september 2007)
| Höjd, m | Namn och nationalitet         | Född | Datum             | Plats        |
| 2,10    | Jaroslava Mahutjich, Ukraina  | 2001 | 7 juli 2024       | Paris        |
| 2,09    | Stefka Kostadinova, Bulgarien | 1965 | 30 augusti 1987   | Rom          |
| 2,08    | Stefka Kostadinova            | 1965 | 31 maj 1986       | Sofia        |
| 2,08    | Blanka Vlašić, Kroatien       | 1983 | 31 augusti 2009   | Zagreb       |
| 2,07    | Ljudmila Andonova, Bulgarien  | 1960 | 20 juli 1984      | Sofia        |
| 2,07    | Stefka Kostadinova            | 1965 | 25 maj 1986       | Sofia        |
| 2,07    | Stefka Kostadinova            | 1965 | 16 september 1987 | Cagliari     |
| 2,07    | Stefka Kostadinova            | 1965 | 3 september 1988  | Sofia        |
| 2,07    | Blanka Vlasic                 | 1983 | 7 augusti 2007    | Stockholm    |
| 2,07    | Anna Tjitjerova, Ryssland     | 1982 | 22 juli 2011      | Tjeboksary   |
| 2,06    | Stefka Kostadinova            | 1965 | 18 augusti 1985   | Moskva       |
| 2,06    | Stefka Kostadinova            | 1965 | 15 juni 1986      | Fürth        |
| 2,06    | Stefka Kostadinova            | 1965 | 14 september 1986 | Cagliari     |
| 2,06    | Stefka Kostadinova            | 1965 | 6 juni 1987       | Wörrstadt    |
| 2,06    | Stefka Kostadinova            | 1965 | 8 september 1987  | Rieti        |
| 2,06    | Kajsa Bergqvist, Sverige      | 1976 | 26 juli 2003      | Eberstadt    |
| 2,06    | Hestrie Cloete, Sydafrika     | 1978 | 31 augusti 2003   | Saint-Denis  |
| 2,06    | Jelena Slesarenko, Ryssland   | 1982 | 28 augusti 2004   | Aten         |
| 2,06    | Blanka Vlašić                 | 1983 | 30 juli 2007      | Thessaloniki |
| 2,06    | Blanka Vlašić                 | 1983 | 22 juni 2008      | Istanbul     |
| 2,06    | Blanka Vlašić                 | 1983 | 5 juli 2008       | Madrid       |
| 2,06    | Ariane Friedrich              | 1984 | 14 juni 2009      | Berlin       |

Källa: Track & Field all-time Performances Homepage (http://www.alltime-athletics.com/index.html)
Bästa höjdhoppen genom tiderna, inomhus, damer (uppdaterad 2 september 2007)
| Höjd, m | Namn och nationalitet         | Född | Datum            | Plats                  |
| 2,08    | Kajsa Bergqvist, Sverige      | 1976 | 4 februari 2006  | Arnstadt               |
| 2,07    | Heike Henkel, Tyskland        | 1964 | 8 februari 1992  | Karlsruhe              |
| 2,06    | Stefka Kostadinova, Bulgarien | 1965 | 2 februari 1988  | Aten                   |
| 2,06    | Blanka Vlašić, Kroatien       | 1983 | 6 februari 2010  | Arnstadt               |
| 2,06    | Anna Tjitjerova, Ryssland     | 1982 | 4 februari 2012  | Arnstadt               |
| 2,05    | Stefka Kostadinova            | 1965 | 8 mars 1987      | Indianapolis           |
| 2,05    | Stefka Kostadinova            | 1965 | 1 februari 1992  | Sofia                  |
| 2,05    | Blanka Vlašić                 | 1983 | 14 februari 2006 | Banská Bystrica        |
| 2,05    | Tia Hellebaut, Belgien        | 1978 | 3 mars 2007      | Birmingham             |
| 2,05    | Blanka Vlasic                 | 1983 | 27 februari 2008 | Weinheim               |
| 2,05    | Ariane Friedrich, Tyskland    | 1984 | 15 februari 2009 | Karlsruhe (1:a i tävl) |
| 2,05    | Blanka Vlašić                 | 1983 | 15 februari 2009 | Karlsruhe (2:a i tävl) |

Källa: Track & Field all-time Performances Homepage (http://www.alltime-athletics.com/index.html)

### Fotnoter
1. ↑  ”Leichtathletik” (på tyska). Schlag nach!: 100000 Tatsachen aus allen Wissensgebieten. Fachrekationen des Bibliographischen Instituts & Springer-Verlag. 2012. sid. 551
2. ↑  Ej officiellt ratificerat av IAAF